# Phrynosoma wigginsi
Phrynosoma wigginsi là một loài thằn lằn trong họ Phrynosomatidae. Loài này được Montanucci mô tả khoa học đầu tiên năm 2004.